# HaDeWe
HaDeWe was een Nederlands bedrijf in de Friese plaats Drachten dat kantoormachines produceerde. Na meerdere organisatieveranderingen en naamwisselingen werd de fabriek in Drachten sinds 2019 een vestiging van de Franse multinational Quadient. In 2021 is het bedrijf zelfstandig verdergegaan onder de naam Sparck Technologies. 

## Geschiedenis
In 1920 nam Petrus de Wit met zijn zonen Heert en Klaas een smederij annex rijwielhandel in Kornhorn over. In 1924 richtte Heert de Wit (1899-1986) HaDeWe op, de bedrijfsnaam was een acroniem van de naam van de oprichter. Het ambachtelijke bedrijf was ingesteld op de reparatie van zuivelwerktuigen en het vervaardigen van klompenmachines maar het jaar 1936 bracht daarin grote verandering. In dat jaar maakte het bedrijf de eerste stencilmachine, ook wel duplicator genoemd. Dit zorgde voor landelijke bekendheid en zelfs export naar de Verenigde Staten. Omdat het qua personeel moeilijk was verder uit te breiden in het dorpje Kornhorn, verhuisde het bedrijf in oktober 1947 naar de Keuningsbuurt in het grotere nabijgelegen Drachten.
De Eerste Nederl. Duplicatorfabriek Hadewé was een van de eerste gebruikers van de in 1949 gebouwde industrieflat aan de Oliemolenstraat. Omdat het HaDeWe lukte om voor de kantoormachines nieuwe afzetgebieden te vinden, nam het bedrijf in november 1953 al een nieuw fabrieksgebouw met kantoren en 2 woningen in gebruik op de hoek Meeuwweg (later Lange West)-Verlengde Oliemolenstraat (later De Tijen). De nuttige werkplaatsruimte van de fabriek bedroeg 2100 vierkante meter. In de jaren 50 groeide het personeelsbestand tot ruim 70 medewerkers.

### Buitenlandse overname
De stencilmachine werd al snel gevolgd door een papiervouwmachine. In 1968 lanceerde HaDeWe de enveloppenvulmachine en werd kort daarna overgenomen door het Engelse Roneo Vickers. In 1980 nam Alcatel onderdelen van Roneo Vickers over en HaDeWe werd daarmee Frans eigendom. De nieuwe locatie aan de Tijen 3 werd in 1983 feestelijk geopend door de commissaris van de Koningin in Friesland Hans Wiegel. Drie jaar later werd een tweede kantoorverdieping gebouwd en de productieruimte met 1300 m² uitgebreid.
In 1992 verkocht Alcatel de postkamerdivisie aan een groep Franse investeerders, die verder gingen onder de naam Neopost. HaDeWe viel nu onder de Neopost-groep maar bleef haar oorspronkelijke naam vooralsnog behouden. In 1996 werd een enveloppenvulmachine geïntroduceerd die verschillende formaten kon verwerken
De 'inserter' die gewone enveloppen en ook C4 enveloppen aankon was uniek in de wereld en werd geïntroduceerd als  SI 90 en later SI 92. In 1999 werd het eerste van nieuwe serie enveloppenvulsystemen op de markt gebracht. SI 72. De systemen, waar vele nieuwe technologieontwikkelingen in ten grondslag lagen, kenmerkte zich vooral in de verticale opstelling van de toevoerstations, waardoor ze beter pasten in de kantooromgeving. Hiermee werd Neopost Technologies wereld marktleider in dit segment. 

### Verder onder de naam Neopost / Packaging by Quadient / Sparck Technologies
In 1999 ging Neopost naar de Franse effectenbeurs en vanaf 2000 werd de naam van HaDeWe gewijzigd in Neopost Industrie. De productiehal werd uitgebreid met 2000 m² en de kantoorruimte met 1400 m². Tevens werd er een Neopost-verkoopkantoor geopend in Almere. Neopost Industrie ging in 2005 Neopost Technologies heten.
In 2006 werd er extra kantoorruimte bijgebouwd naast het hoofdgebouw en in 2012 werd de 'launch bin sorter' geïntroduceerd, het eerste sorteeroplossingssysteem, in 2013 gevolgd door een volautomatische verpakkingsmachine, de CVP-500. Dit systeem is uniek in de wereld, omdat elk item automatisch in een passende doos verpakt wordt en er dus geen enkele gelijke doos uit de machine komt. In 2014 werd met de DS-90i de eerste couverteermachine (vouwen, inpakken en adresseren) geïntroduceerd waarbij op afstand service verleend kon worden. In 2023 stopt de productie van enveloppenvulmachines en richt het bedrijf zich volledig op de verpakkingsmachines voor de e-fulfilment markt. 
Neopost Technologies richtte in 2014 met vijf andere Drachtster bedrijven het Innovatiecluster Drachten op en in 2019 ging het bedrijf verder onder de naam Packaging by Quadient.
In 2021 heeft de Amsterdamse investeringsmaatschappij Standard Investment de Drachtster producent van hightech inpaksystemen overgenomen van het Franse bedrijf Quadient en is het bedrijf verder gegaan onder de naam Sparck Technologies. Met deze verkoop is het bedrijf weer in Nederlandse handen gekomen. 